# Rumex nivalis
Rumex nivalis  es una especie fanerógama en la familia Polygonaceae. Es endémica de Europa. Esta especie fue primero descubierta por A. Moritzi en 1836 en los Alpes suizos. Crece plenamente a más de 2200 m s. n. m.

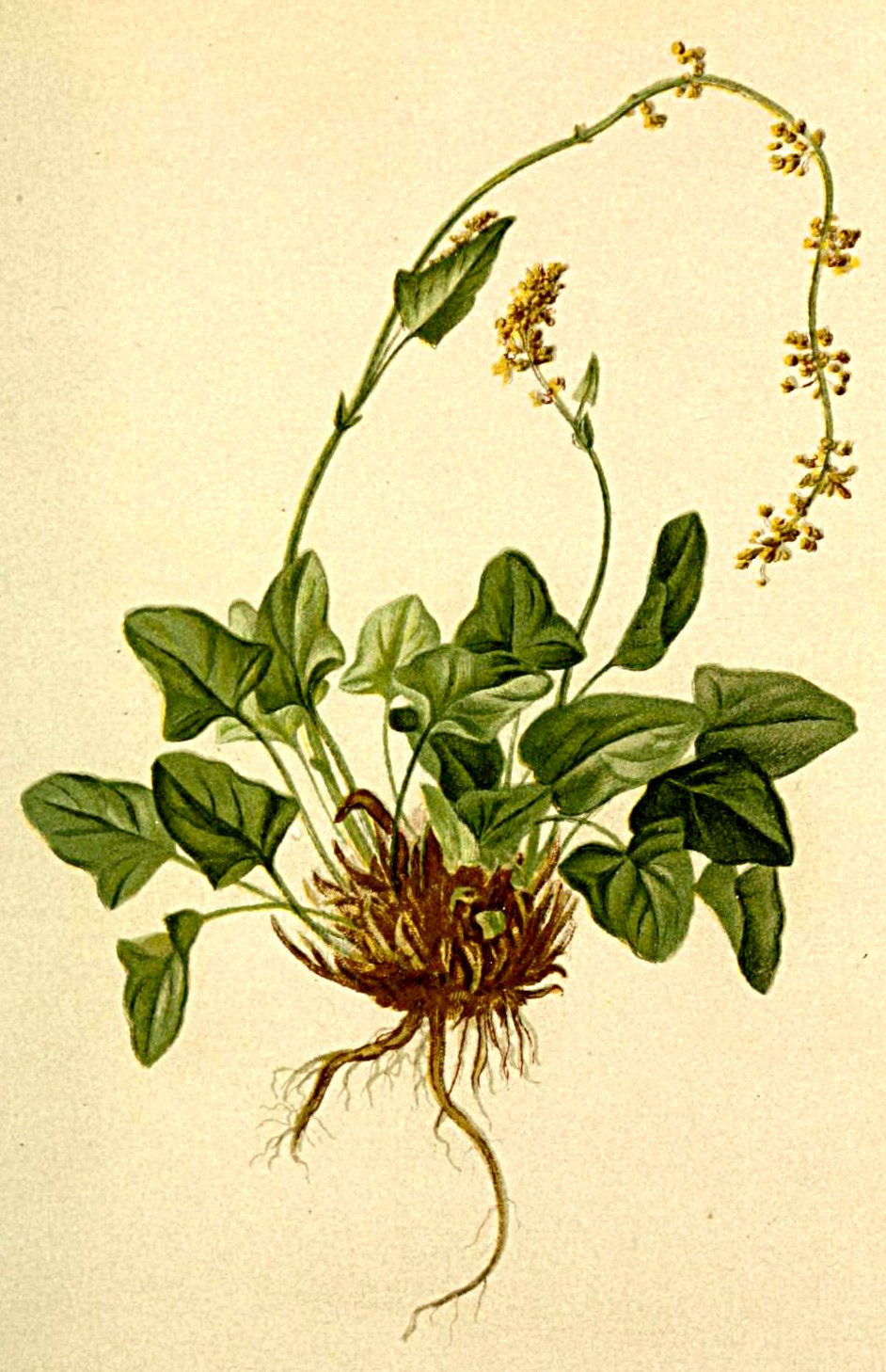
Ilustración

## Taxonomía
Rumex nivalis fue descrita por   Johannes Jacob Hegetschweiler  y publicado en Flora der Schweiz 345. 1839.
Etimología
Ver: Rumex
nivalis: epíteto latíno que significa "de las nieves".
Sinonimia
- Acetosa nivalis (Hegetschw.) Holub[6]